# Phước Thắng, Tuy Phước
Phước Thắng là một xã thuộc huyện Tuy Phước, tỉnh Bình Định, Việt Nam.
Xã Phước Thắng có diện tích 14,23 km², dân số năm 1999 là 10349 người, mật độ dân số đạt 727 người/km².

## Hành chính
Xã Phước Thắng được chia thành 9 thôn: Thanh Quang, Tư Cung, Lương Bình, Khuông Bình, Dương Thành, An Lợi, Lạc Điền, Phổ Đồng, Đông Điền.

## Lịch sử
Ngày 24 tháng 8 năm 1981, Hội đồng Bộ trưởng ban hành quyết định số 41-HĐBT về việc chuyển xã Phước Thắng thuộc huyện Phước Vân về huyện Tuy Phước mới tái lập quản lý.